# عملة الدولار القارية
عملة دولار العملة القارية (المعروفة أيضًا باسم عملة الدولار القاري أو دولار فوجيو أو دولار فرانكلين ) هي أول عملة معدنية للولايات المتحدة. سكت العملات المعدنية، التي صممها بنجامين فرانكلين، في عام 1776 وعمل أمثلة منها على ألواح البيوتر والنحاس والفضة.

## تاريخ
بدأت الولايات المتحدة في إصدار الأوراق النقدية الخاصة بها في عام 1776 بعد بدء الحرب الثورية الأمريكية وتوقيع إعلان استقلال الولايات المتحدة المقومة بالعملة القارية. على الرغم من أنه لم يكتشف أي تشريع يسمح بإصدار عملة معدنية بالدولار، ولم تذكر أي قرارات من 22 يوليو 1776 حتى 26 سبتمبر 1778 يخص الورقة النقدية بقيمة دولار واحد، مما يشير إلى أنه كان من المقرر استبدالها بعملة معدنية. صمم بنجامين فرانكلين وجهي العملة. يُظهر الوجه الشمس المشرقة بأشعة الشمس على الساعة الشمسية، والشعار اللاتيني "فوجيو" (I flee/fly)، و"Mind your business"، وهو عبارة عن كلمة ريبوس. يحتوي الجزء الخلفي على 13 حلقة مكونة سلسلة تمثل نداءً للمستعمرات الثلاثة عشر، وهو يعني رمزاً للوحدة.